# Clan de Tarancón

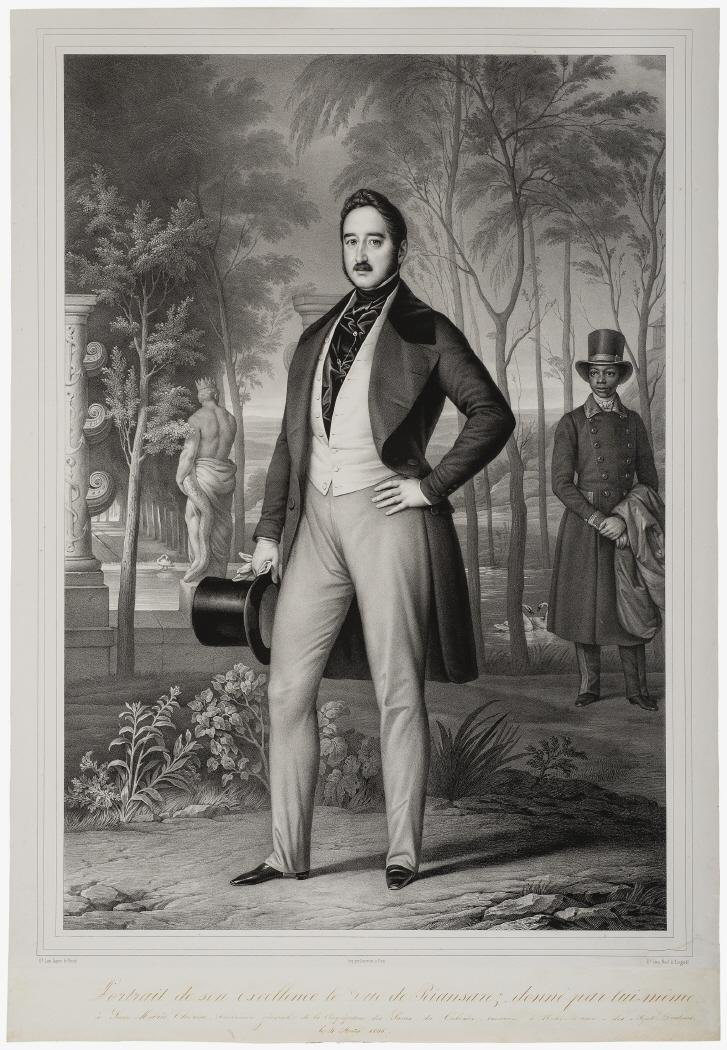
Retrato litográfico de Fernando Muñoz, origen del Clan de Tarancón. (1845)

El Clan de Tarancón fue un grupo de personas cercanas a María Cristina de las Dos-Sicilias, reina gobernadora de España, a través de Fernando Muñoz, su segundo marido.

## Historia
El origen del grupo, así como de su nombre, se encuentra en Fernando Muñoz, nacido en Tarancón. A partir del estrechamiento de las relaciones con la reina gobernadora, comenzaron a aparecer en palacio una serie de personajes relacionados con Muñoz y del entorno taranconero. El clan tendría su momento de apogeo coincidiendo con la regencia de María Cristina de Borbón, hasta el exilio de esta en 1840 y el inicio de la de Espartero.
El grupo desaparecería hacia 1850.
El término Clan de Tarancón fue acuñado por la historiadora Cristina Bienvenida Martínez García en 2020.

## Descripción
Según Cristina Bienvenida Martínez García el grupo estuvo compuesto por los siguientes personajes:
- Los padres de Fernando Muñoz: Juan Antonio Muñoz Funes y Eusebia Sánchez Ortega.
- Algunos hermanos de Fernando Muñoz: José Antonio, Gregorio Juan, Jesús, marqués consorte de Remisa; y Alejandra.
- Marcos Aniano González Muñoz
- Rafael Muñoz y Funes, tío de Fernando Muñoz.
- Julián Muñoz y Funes, ídem.
- Acisclo Antonio Ballesteros.
- Juan González Cabo-Reluz.
- Serafín  Valero.
- Miguel López-Acevedo.
- Antonio García del Castillo.

El grupo tuvo un marcado carácter relacionado con los negocios y la obtención de cargos y prebendas formando una red clientelar alrededor de la reina gobernadora.

### Individuales
1. ↑  Hernández Franco, Juan; Irigoyen López, Antonio (2022). «Familias En Transformación En La España De Los Siglos Xviii Y Xix. Reflexiones a Partir Del Matrimonio Muñoz-Borbón». Historia Social (104): 161-179. ISSN 0214-2570. Consultado el 16 de julio de 2024.
2. ↑  Martínez García, 2020, p. 533.
3. ↑  Martínez García, 2021, p. ps..